# Кодекс Бустаманте
Кодекс Бустаманте — міжнародний договір, метою якого була кодифікація міжнародного приватного права на території Америки.

## Історія створення
На VI Панамериканській конференції з міжнародного приватного права 20 лютого 1928 р. була прийнята Гаванська конвенція, додатком до якої став «Кодекс міжнародного приватного права». Він набрав чинності 25 листопада 1928 р. Кодекс названий на честь головного автора його проекту і редактора тексту — кубинського юриста і дипломата, професора міжнародного права і почесного декана юридичного факультету Гаванського університету — Антоніо Санчеса де Бустаманте.
 Конвенцію підписали такі держави: Аргентина, Болівія, Бразилія, Венесуела, Колумбія, Коста-Рика, Куба, Домініканська Республіка, Еквадор, Ель-Сальвадор (нині Сальвадор), Гватемала, Гаїті, Гондурас, Мексика, Нікарагуа, Панама, Парагвай, Перу, Уругвай. У деяких із них, як, наприклад, на Кубі, цей кодекс досі зберіг значення чинного джерела внутрішньодержавного права. Сполучені Штати не підписали й не ратифікували конвенцію, хоча й здали на зберігання заяву (League of Nations Treaty Series. № 87). Суди США допускають посилання на кодекс як на допоміжне джерело права і застосовують його «в силу розумності й доцільності». Кодекс Бустаманте відкритий для приєднання «усіх держав і міжнародних юридичних осіб» (йдеться  насамперед про Канаду та Ньюфаундленд). Його політична мета — сприяти об'єднанню права і полегшенню торговельного обороту країн Панамериканського союзу.

## Характеристика
Кодекс Бустаманте — це одна з найбільших у світі кодифікацій колізійних норм. Він містить колізійні норми практично всіх найважливіших областей міжнародного приватного права, що існували на момент створення акту.
Основні ідеї кодексу — комбінування територіального та особистого начал при вирішенні колізій законів; розрізнення міжнародного і «внутрішнього» публічного порядку, гарантії особистості і рівноправність іноземців нарівні з громадянами даної держави (однак це рівноправність необов'язково у сфері політичних прав).
Кодекс офіційно виданий на 4 мовах — англійській, іспанській, французькій, португальскій. Цей акт характеризується насамперед повнотою регулювання, що міститься в ньому. У кодексі є 437 статей, розбитих на вступний розділ і 4 книги:
1. Міжнародне цивільне право (ст. 1–231): особи — громадянство, доміциль, фізичні та юридичні особи, шлюб і розлучення, сімейні відносини, власність, різні способи її придбання, речові права, зобов'язання і договори.
2. Міжнародне торгове право (ст. 232–295): про купців і торгівлі взагалі, спеціальні торгові угоди, давність тощо.
3. Міжнародне кримінальне право (ст. 296–313): конфліктні норми дії національних кримінальних законів у просторі — у відкритому морі, в атмосфері, на територіях, ще не організованих в держави, норми про кваліфікацію рецидиву і застосування давності злочину і покарання в різних судах.
4. Міжнародне процесуальне право (ст. 314–437): загальні правила компетенції з цивільних і кримінальних справах, судові вимоги і судові доручення, виключення з правил міжнародної підсудності (lis alibi pendens — призупинення провадження у справі, розпочатого в іншому, тобто іноземною, суді) та виконання судових рішень, докази, а також спеціальні засоби доказування іноземного права[2].

Для свого часу кодекс Бустаманте являв собою певний підсумок розвитку міжнародного приватного права.